# Centro clandestino de detención (Argentina)

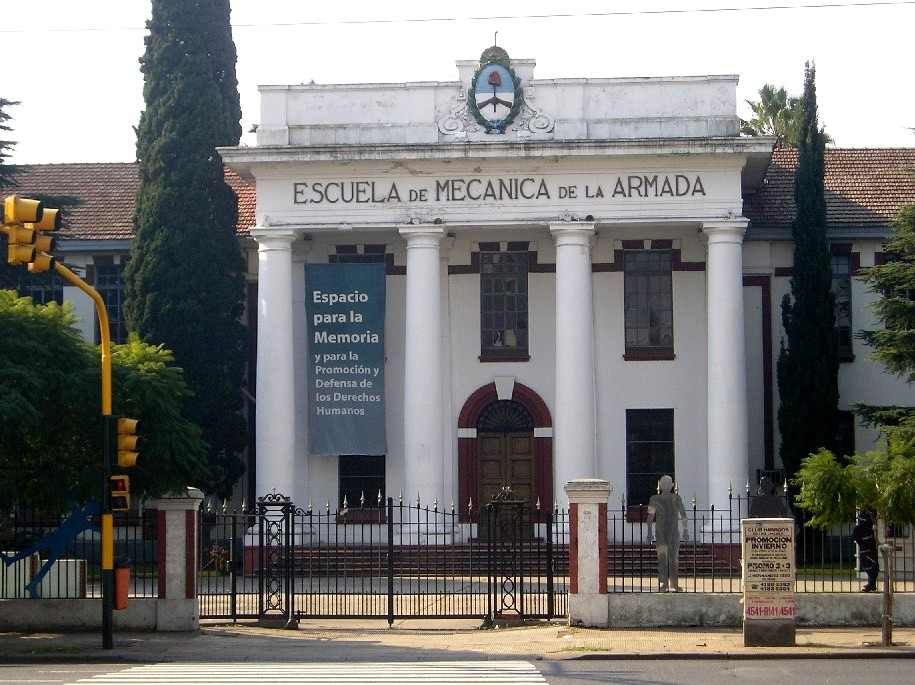
La ESMA, uno de los centros clandestinos de detención más conocidos.

Los centros clandestinos de detención, tortura y exterminio, también llamados CCDTyE —o CCDyE o CCD— por sus siglas, fueron instalaciones secretas empleadas por las Fuerzas Armadas, de Seguridad y policiales de Argentina para torturar, interrogar, violar, mantener detenidas de forma ilegal y finalmente asesinar a personas. Los primeros fueron instalados en 1975, durante el gobierno constitucional de María Estela Martínez de Perón. Su cantidad y uso se generalizaron a partir del golpe de Estado del 24 de marzo de 1976, cuando tomó el poder el Proceso de Reorganización Nacional, para ejecutar el plan sistemático de desaparición de personas en el marco del terrorismo de Estado. Con la caída de la dictadura y la asunción del gobierno democrático de Raúl Alfonsín el 10 de diciembre de 1983, los CCD dejaron de funcionar, aunque existen pruebas de que algunos de ellos continuaron en funcionamiento durante los primeros meses de 1984.
Las Fuerzas Armadas clasificaban los CCD en dos tipos:
- Lugar Definitivo (LD): tenían una organización más estable y estaban preparados para alojar, torturar y asesinar a grandes cantidades de detenidos.
- Lugar Transitorio (LT): tenían una infraestructura precaria y estaban destinados a funcionar como un primer lugar de alojamiento de los detenidos-desaparecidos.

El plan del gobierno de facto, que ejerció el poder en Argentina entre el 24 de marzo de 1976 y el 10 de diciembre de 1983, los centros clandestinos formaban parte del plan para eliminar la disidencia política. Operativos similares se llevaron a cabo en otros países de la región, con el apoyo expreso del gobierno de los Estados Unidos, interesado en promover a toda costa el control del comunismo y otras corrientes ideológicas opuestas a su bando en la Guerra Fría. Según datos de 2006, hubo 488 lugares usados para el secuestro de las víctimas del terrorismo de Estado, más otros 65 en proceso de revisión que pueden engrosar la lista. En 1976 llegaron a existir seiscientos diez CCDTyE, aunque muchos de ellos temporales y circunstanciales.

## Panorama general
Los primeros CCD fueron instalados en 1975, antes del golpe militar del 24 de marzo de 1976. En ese año ya estaban en funcionamiento La Escuelita en Famaillá (Tucumán) y El Campito (en Campo de Mayo, provincia de Buenos Aires). También en 1975 funcionó un CCD en la planta de la empresa Acindar en Villa Constitución, presidida por José Alfredo Martínez de Hoz, como parte de la estructura represiva organizada para contener la huelga declarada por el sindicato UOM en mayo de ese año.
En 1976 llegaron a existir 610 CCD, pero muchos de ellos fueron temporales y circunstanciales. Luego de los primeros meses posteriores al golpe de Estado, la cifra se estabiliza en 364 CCD. En 1977 la cantidad se reduce a 60. En 1978 hay 45 CC, y para 1979 los centros llegan a 7. En 1980 quedaban dos: la ESMA y el Campito (Campo de Mayo). En 1982 y 1983 la ESMA era el único campo de concentración que seguía siendo utilizado.
En Buenos Aires hubo 60 centros, en la provincia de Córdoba 59 y en Santa Fe 22. Cinco grandes centros fueron el eje de todo el sistema: la ESMA y Club Atlético en la Ciudad de Buenos Aires; El Campito (Campo de Mayo) y El Vesubio en el Gran Buenos Aires (Provincia de Buenos Aires); y Perla en Córdoba.
A pesar de sus diferencias, los CCD fueron organizados con una estructura y un régimen de funcionamiento similar. Todos los CCD contaban con una o más salas de torturas, amplios espacios para mantener a los desaparecidos siempre en condiciones de gran precariedad, y un centro de viviendas para los torturadores y guardias. Casi todos tenían algún tipo de servicio médico. En algunos casos hubo servicios religiosos permanentes para el personal militar.
Los Grupos de Tareas (GT, también conocidos como "patotas") estaban encargados de realizar los secuestros, generalmente de noche. Inmediatamente los detenidos-desaparecidos eran llevados al CCD correspondiente, donde permanecían constantemente encapuchados y esposados. Inmediatamente eran severamente torturados e interrogados por los mismos integrantes de los GT. El tiempo de este período inicial de tortura variaba considerablemente, pero en términos generales puede decirse que oscilaba entre uno y dos meses. Con posterioridad a ese período inicial de tortura-interrogatorio, se disponía:

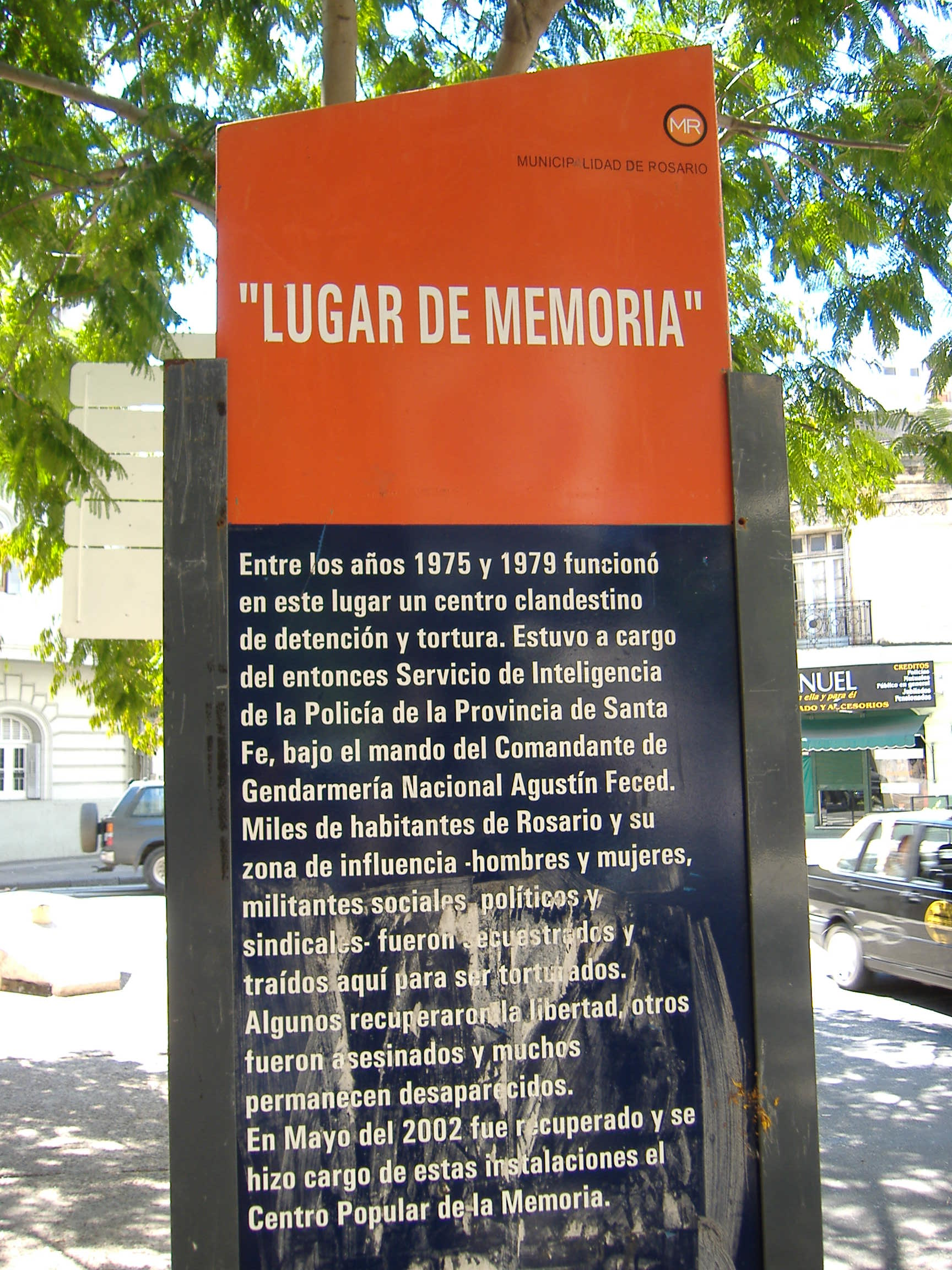
Memoria histórica.

- el asesinato del detenido-desaparecido o detenida-desaparecida. En todos los CCD se utilizó el mismo eufemismo para referirse al asesinato del detenido-desaparecido: "el traslado". Los métodos utilizados para el asesinato y desaparición de los cadáveres variaron desde los llamados vuelos de la muerte, los fusilamientos en masa, fosas comunes, tumbas NN, incineración de cadáveres, etc.
- el blanqueo: se legalizaba al detenido-desaparecido y se lo ponía a disposición del Poder Ejecutivo Nacional. A partir de 1980, de esta situación, podía derivar la deportación y el exilio, por el uso de la opción constitucional (Art. 23), o el enjuiciamiento por tribunales militares y la condena a prisión.
- la libertad.
- la continuidad como detenido-desaparecido, por razones variadas (utilización como esclavos, colaboradores, rehenes, etc.).

Durante su permanencia en el CCD se procedía sistemáticamente a la deshumanización de los detenidos-desaparecidos mediante diversos procedimientos: sustitución del nombre por un número, violaciones, animalización, humillación, hacinamiento, condiciones intolerables de alojamiento, aislamiento, desnudez forzada, racismo, antisemitismo, homofobia, etc.
También existió una política y un procedimiento común para las detenidas-desaparecidas que se encontraban embarazadas. En ese caso se postergaba el asesinato y se producía un parto clandestino con supresión de la identidad del bebé quien era entregado para su crianza a personas íntimamente vinculadas al sistema represivo, y en algunos casos partícipes del asesinato del padre y/o madre biológicos.
El 1 de diciembre de 1977 el diario Clarín publicó una nota titulada "La ardua recuperación" en la que relata extensamente la visita de un grupo de periodistas, invitados por el Ejército, a un centro de detención que no identifica, donde entrevistaron a varias personas detenidas, que tampoco individualiza y que describe como "extremistas que se entregaron voluntariamente". El artículo está acompañado de una fotografía en la que puede verse una joven mujer de espaldas sentada ante una mesa, con un epígrafe en el que dice: 

Una de las detenidas, en una de las salas de lectura del establecimiento, donde cumplen la pena.

Clarín nunca explicó los pormenores de la nota, ni se puso a disposición de la justicia a los fines de verificar si las personas entrevistadas eran desaparecidas, cuál era el centro de detención visitado por sus periodistas y si los militares que intervinieron pudieron haber estado cometiendo delitos de lesa humanidad. El investigador Marcelo Borrelli de la Universidad de Buenos Aires analizó la publicación y sostiene que "parecía haber sido escrita por las usinas de los servicios de la inteligencia militar". Detalla los mecanismos discursivos del periódico para elogiar el sistema de reclusión de los "extremistas" que se entregaran voluntariamente y la distinción entre "las dos juventudes", por un lado la juventud "extraviada" que tenía preocupaciones políticas y traumas afectivos de origen familiar, y por el otro la juventud apolítica, dedicada por entero a destacarse en su profesión.

## Ubicación de CCDTyE en la Argentina

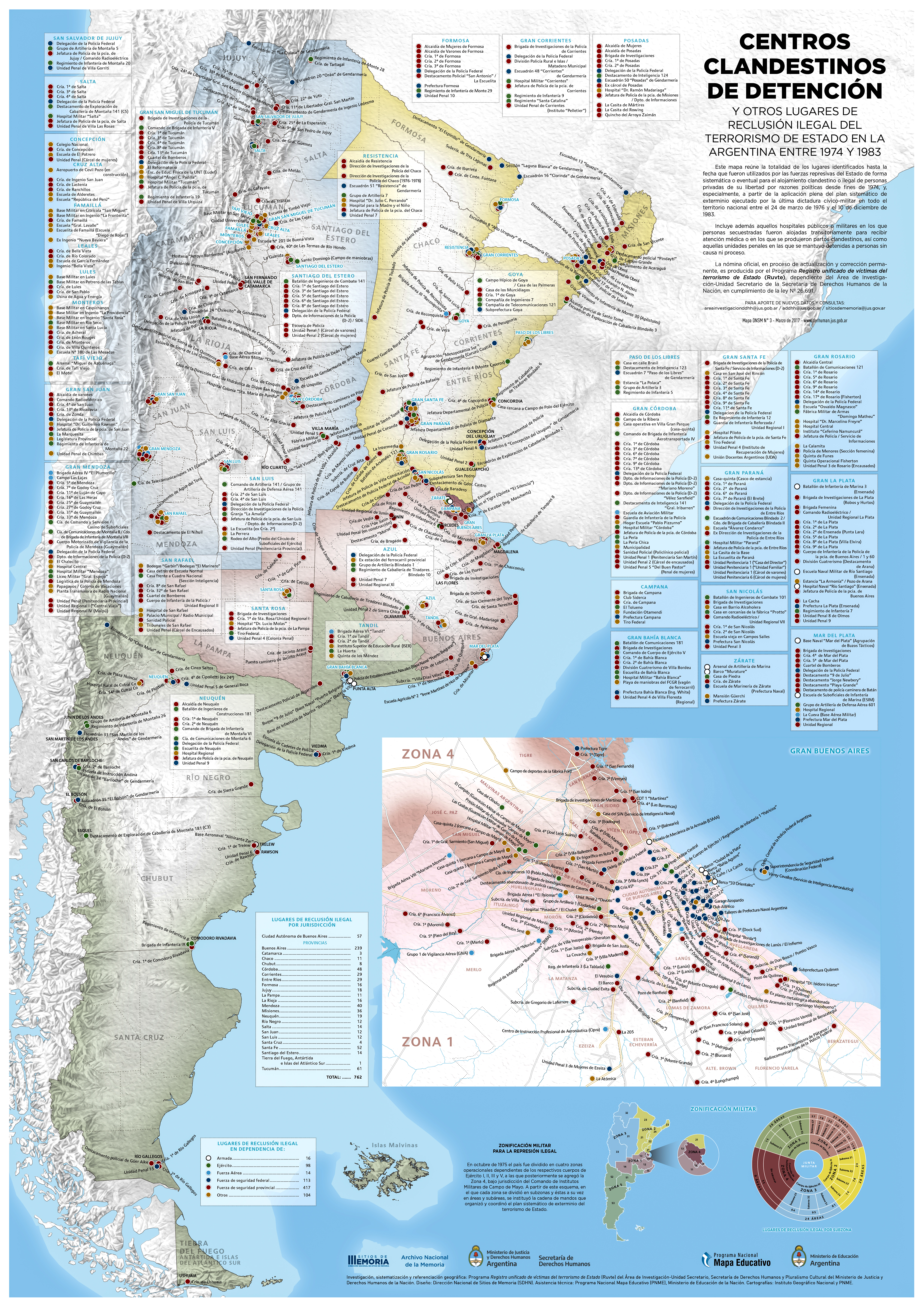
Mapa de la distribución geográfica de los centros clandestinos de detención.

## Ciudad de Buenos Aires

### Ex ESMA
El centro clandestino de detención más famoso y casi emblemático del Proceso estuvo en la Escuela de Mecánica de la Armada (ESMA). Ubicado en el casino de oficiales de esa institución de la Armada Argentina, en la zona norte de la Ciudad de Buenos Aires (Núñez), sobre la Avenida del Libertador al 8200 (34°32′18″S 58°27′49″O / -34.53833, -58.46361), funcionó desde marzo de 1976 a noviembre de 1983.
Dependía en última instancia del almirante Eduardo Massera, y estuvo directamente a cargo del Grupo de Tareas 3.3.2, dirigido por el contraalmirante Rubén Chamorro y el capitán «Tigre» Acosta. Otros célebres represores que formaron parte del mismo fueron Alfredo Astiz, Ricardo Miguel Cavallo, Antonio Pernías, Adolfo Scilingo, Juan Antonio Azic, Adolfo Donda, Manuel García Tallada, Jorge Luis Magnacco, Oscar Montes, Jorge Rádice, Juan Carlos Rolón, Jorge Enrique Perrén (hijo) y Ernesto Frimón Weber.
La ESMA se convirtió en la base del poder político de la Marina y en particular de Massera; fue clausurado en noviembre de 1983, luego de las elecciones en las que ganó Raúl Alfonsín y pocos días antes de que asumieran las autoridades constitucionales.
El 24 de marzo de 2004 el presidente Néstor Kirchner y el Jefe de Gobierno de la Ciudad de Buenos Aires Aníbal Ibarra firman un Acuerdo entre el Estado nacional y la Ciudad Autónoma de Buenos Aires para la construcción del Espacio Memoria y Derechos Humanos en el predio que quedó registrado bajo el N.º 8/04. La decisión fue anunciada en un acto masivo, en el que se abrieron las puertas de Escuela de Mecánica de la Armada.

### El Olimpo

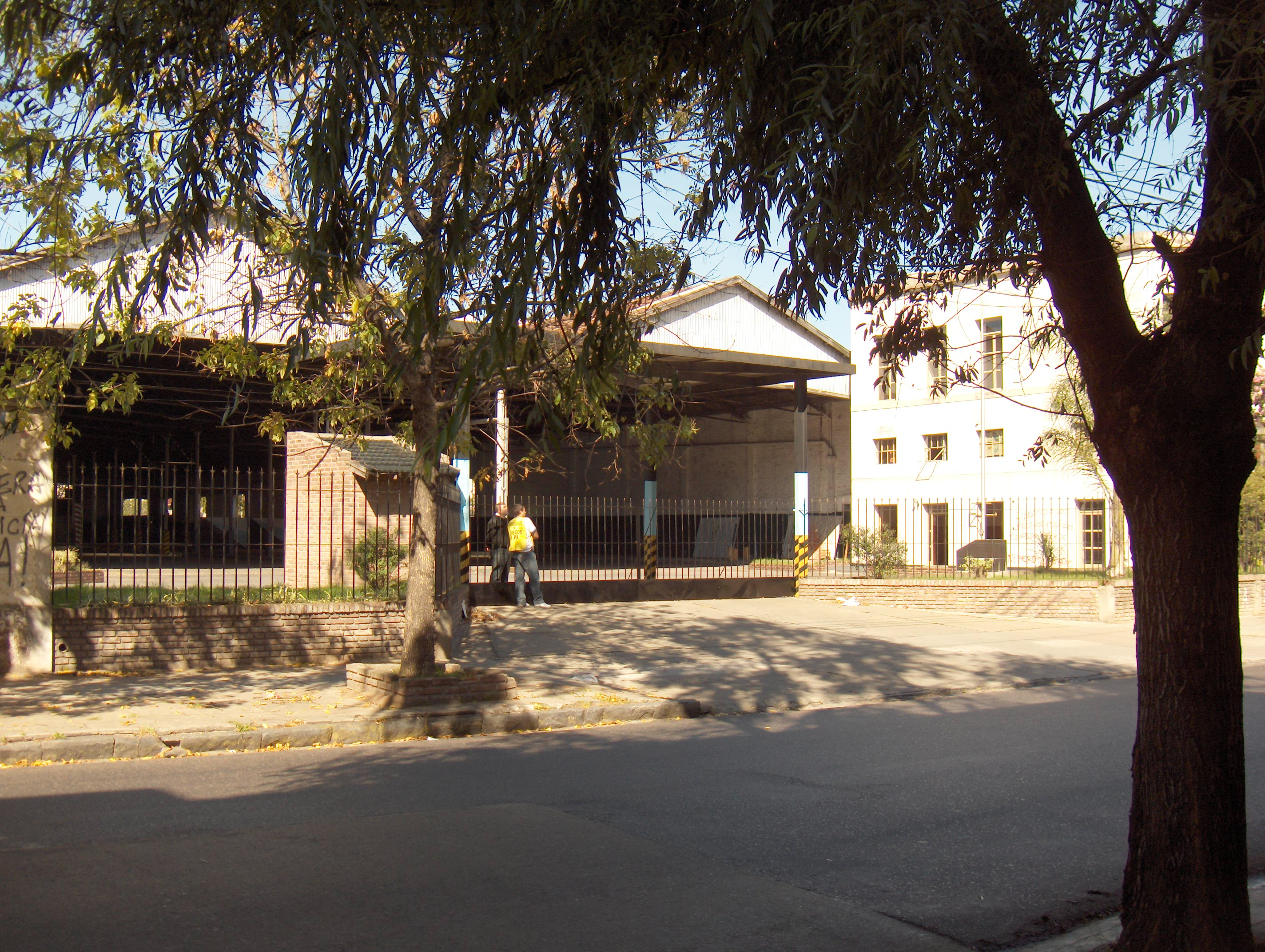
"El Olimpo" funcionó entre 1978 y 1979.

El Olimpo fue un centro clandestino de detención ubicado en el oeste de la ciudad de Buenos Aires, barrio de Vélez Sársfield. El centro tenía en la entrada un cartel que decía "Bienvenido al Olimpo de los Dioses. Los Centuriones". El centro solo funcionó durante seis meses, de agosto de 1978 a enero de 1979, sin embargo allí fueron alojados 700 detenidos de los cuales sobrevivieron 50.
Este centro clandestino dependía de Guillermo Suárez Mason (apodado el carnicero del Olimpo), comandante del I Cuerpo de Ejército del Ejército Argentino. El responsable del campo fue el Mayor del Ejército Guillermo Minicucci, y de él dependían también oficiales de la Policía Federal Argentina como Julio Simón (apodado "el Turco Julián") y Juan Antonio del Cerro apodado "Colores").
El edificio era un galpón que se utilizaba como terminal de colectivos, hasta que en los comienzos del Proceso de Reorganización Nacional fue expropiado por las Fuerzas Armadas. A principios de 1978 se construyeron las celdas para alojar a los detenidos, las cuales fueron construidas por detenidos que fueron trasladados desde otros centros. Allí también se almacenaba los robos realizados durante los secuestros y tenía dos salas de tortura, con cableado eléctrico reforzado.
Con la llegada de la democracia el edificio pasó a manos de la Policía Federal Argentina, y fue convertido en un centro de verificación automotor. El predio fue declarado sitio histórico mediante la Ley 1197 de la Legislatura de la Ciudad de Buenos Aires.
Actualmente es utilizado como un espacio para la memoria, y de este modo, transcurren muchas excursiones a este sitio por parte de Escuelas para recordar aquellas víctimas que tuvieron un paso trágico por este Centro Clandestino. Actualmente se encuentra mayormente modificado este sitio y muchas de las celdas ya no están, pero si están sus cimientos para identificar como era la estructura.

### Club Atlético

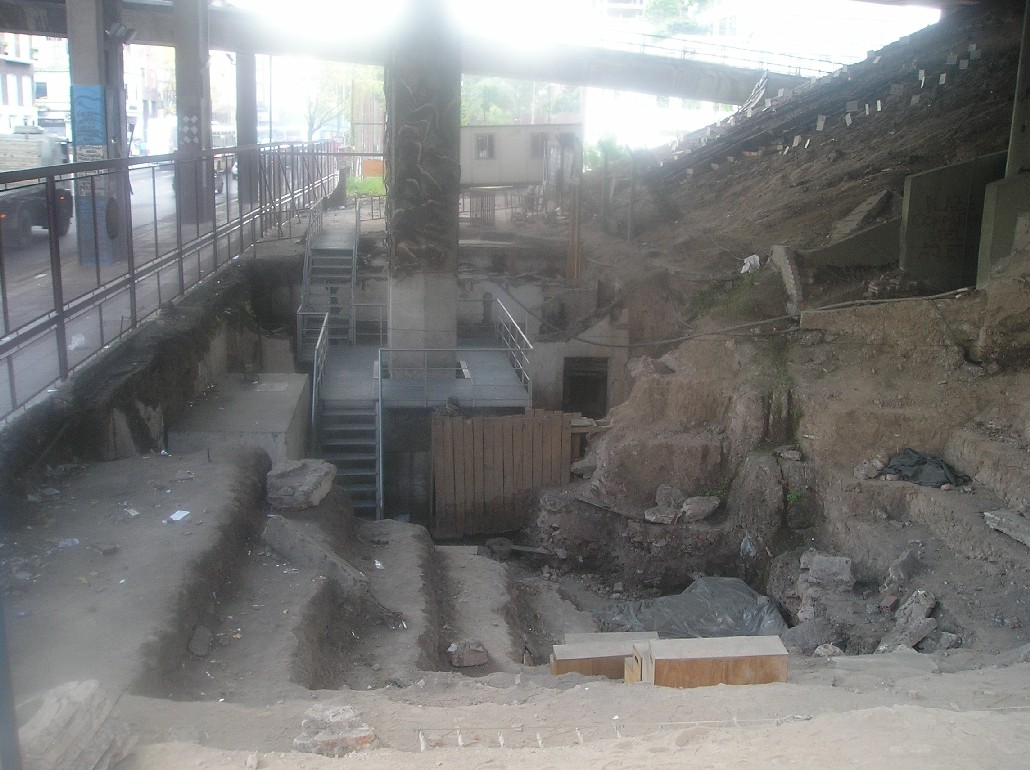
Excavación de ex Centro clandestino de detención Club Atlético, Paseo Colón 1200, Ciudad de Buenos Aires.

El Club Atlético fue un centro clandestino de detención ubicado en el sur de la ciudad de Buenos Aires, cercano al barrio de La Boca en la Avenida Paseo Colón 1200. Recibió ese nombre por estar ubicado en las proximidades del Club Atlético Boca Juniors.
Se trataba de un edificio público que fue demolido para construir la autopista 25 de Mayo. Con posterioridad se encontraron sus ruinas y el Gobierno de Buenos Aires ha comenzado a realizar las excavaciones necesarias para recuperarlo como espacio de memoria.

### Automotores Orletti
Automotores Orletti fue el nombre con el que se conoció a un centro clandestino de detención y tortura en Buenos Aires, Argentina.
Ubicado en el Barrio Floresta de Buenos Aires, el mismo funcionó durante la dictadura militar de 1976-1983. Allí, el Ejército Argentino coordinaba la represión con el Ejército Uruguayo. La Superintendencia de Policía Federal dirigía los interrogatorios.
En diciembre de 1975, el general René Otto Paladino, uno de los fundadores de la Alianza Anticomunista Argentina (Triple A) quedó al frente del Servicio de Información del Estado (SIDE), se decidió crear una base para que la banda de Aníbal Gordon pudiera operar sin llamar la atención.
Allí fueron secuestradas y torturadas unas 300 personas, muchos de los cuales hoy permanecen desaparecidos, y otros, como el actor Luis Brandoni y su esposa Martha Bianchi, quienes solo sufrieron por unas horas del horror en el lugar.
Orletti se transformó en el centro de operaciones regional en el marco del llamado "Plan Cóndor" y allí la banda de Gordon coordinó tareas con represores de Chile, Paraguay, Brasil, Bolivia y Uruguay. Las víctimas eran torturadas, extorsionadas, robadas y asesinadas, para quedar desaparecidas.
Actualmente se ha convertido en un museo dedicado a la memoria de los torturados y desaparecidos.

### Virrey Cevallos
Virrey Cevallos fue un centro clandestino de detención y torturas operado por el Servicio de Inteligencia de la Fuerza Aérea integrado por tres unidades habitacionales unidas, en el barrio de Montserrat. Era utilizado como base para planear secuestros, torturar y alojar detenidos desaparecidos, en general por breves períodos. Se calcula que, desde 1977, pasaron por allí aproximadamente 100 detenidos desaparecidos.

### Coordinación Federal
(o Superintendencia de Seguridad Federal, Ex Coordinación Federal) fue uno de los más activos CCD de Buenos Aires,  desde 1974 y sobre todo luego del golpe militar. Los métodos de Coordinación Federal fueron acuñados por el comisario Alberto Villar, creador dentro de la policía del cuerpo de Guardia de Infantería. Su jefe más reconocido fue el coronel del Ejército Alejandro Arias Duval. Desde fines de 1975 se asentó en el tercero y en el cuarto piso del edificio, el Grupo de Tareas 2, que dependía del general Suárez Mason. El grupo central de represores que actuó en este CCD conjugaba a integrantes del peronismo de extrema derecha con altos funcionarios de la dictadura. En 1975, antes de ser ministro del Interior de la dictadura, el general Harguindeguy fue jefe de la Policía Federal y como tal, responsable de la formación del GT-2. En los últimos años de la dictadura para ocultar sus actividades, recibió el nombre de Superintendencia de Seguridad Federal, y ya en democracia pasó a ser Seguridad Metropolitana. Los detenidos no figuraban en ninguna nómina legal de personas privadas de su libertad y a muchos se les hacían ejecuciones sumarias sin juicio. Uno de los casos más conocidos fue de julio de 1976 cuando decenas de personas fueron asesinadas a mansalva como represalia por un atentado cometido por la guerrilla contra el edificio de Coordinación Federal. Parte de los cuerpos fueron a la morgue y unos 30 cuerpos aparecieron en lo que se conoció luego como la masacre de Fátima.
En 2017 detuvieron a doce policías imputados por crímenes de lesa humanidad cometidos en este CCD.

### Garage Azopardo
En la calle Azopardo 650 de Buenos Aires funcionó el CCD «Garage Azopardo», que formaba parte del circuito represivo Azopardo-Atlético-Banco-Vesubio-Olimpo, bajo la órbita de Primer Cuerpo de Ejército. Allí funcionaba el Servicio de Mantenimiento de Automotores de la Superintendencia de Seguridad Federal.
En 2012 fue descubierta una placa de señalización con la referencia histórica. Muy cerca del «Garage Azopardo» operaba en los años de la dictadura otro importante CCD, bautizado sádicamente por los propios represores como «Club Atlético».

## Gran Buenos Aires

### El Banco
El Banco fue la denominación que recibió un CCD que funcionó entre fines de 1977 y mediados de 1978 y que estaba ubicado muy cerca del cruce de la Autopista Ricchieri y el Camino de Cintura, a pocos metros del Puente 12. El centro estaba localizado en instalaciones de la Policía Bonaerense y se habilitó cuando las obras de construcción de la autopista 25 de Mayo hicieron necesaria la demolición del Club Atlético, que estaba ubicado en el cruce de esta autopista con la Avenida Paseo Colón en la ciudad de Buenos Aires. Parte de los prisioneros del Club Atlético fueron llevados al Banco.
Allí operaban represores pertenecientes a los servicios de inteligencia de la Policía Federal, a los Grupos de Tareas 1, 2, 3 y 4 y al FTE. tenía unos 50 calabozos, a los que los represores denominaban "tubos" y tres salas de tortura. Había además una "leonera" o celda colectiva.
Actualmente funciona allí la XI Brigada Femenina de la Policía de la Provincia de Buenos Aires.

### El Campito
El Campito fue el principal campo de concentración utilizado por el ejército. También era conocido como "Los Tordos". Funcionó en Campo de Mayo (San Miguel, Provincia de Buenos Aires), lo más importante fue la guarnición militar de Argentina entre 1975 y 1982. Por allí pasaron unos 5000 detenidos. Solo 43 sobrevivieron.
Campo de Mayo es una enorme área militar de 5000 ha, a 30 km del centro de la Ciudad de Buenos Aires. Ubicado cerca de las ciudades de San Miguel, Villa de Mayo y Don Torcuato, en la zona donde se cruzan la Ruta Provincial 8 y la Ruta Provincial 23 (34° 32' 09' S 58° 39' 44' W), que lo bordean. En el Hospital Militar de Campo de Mayo funcionó un sistema de partos clandestinos.
En Campo de Mayo, de marzo de 1976 a 1980 funcionaron cuatro CCD: el Campito, "La Casita" o "Las Casitas", la Prisión Militar de Encausados, y el Hospital Militar.
El centro estuvo bajo el área de mando del Comando de Institutos Militares, que en la época de su funcionamiento estuvo a cargo de los generales Santiago Omar Riveros, José Montes, Cristino Nicolaides y Reynaldo Benito Bignone. El Campito estuvo dirigido directamente por el teniente coronel Jorge Vosso, en tanto que el mayor médico Julio César Caserotto fue jefe del servicio de Maternidad del Hospital Militar.
En el Hospital Militar Campo de Mayo ha sido detectado como uno de los centros en que se realizaban partos clandestinos de prisioneras, para proceder luego al secuestro de los niños, la supresión de su identidad y la entrega de los mismos, usualmente a matrimonios integrados por militares que no podían tener hijos. En muchos casos los "padres adoptivos" han sido partícipes de los asesinatos de los padres y madres biológicos de los niños.
Uno de los represores del "Campito", el exsargento Víctor Ibáñez, confesó y describió ampliamente sus características. Su testimonio se encuentra recogido en el libro Campo Santo, de Fernando Almirón (1999). En una parte del libro Ibáñez dice:

Cuando entré al lugar, lo primero que me golpeó fue la imagen de toda esa gente así, encerrada ahí adentro. Los colchones, tirados sobre el piso de baldosas rojas, con las cabeceras apoyadas contra las paredes. Uno al lado del otro, en una hilera que daba toda la vuelta a lo largo del galpón. Todas las ventanas estaban tapadas con mantas verdes que no dejaban entrar la luz del sol. Las lámparas estaban siempre encendidas, nunca se sabía cuándo era de día y cuándo de noche (1). Arriba de cada uno de esos colchones de lana viejos, de cotín rayado, estaban sentados los detenidos. Encapuchados, con las manos atadas por delante con una soga y en absoluto silencio.
(Almirón 1999)

A partir del establecimiento de la democracia en 1983, se han presentado proyectos para establecer allí un polo industrial, crear centros de estudios terciarios y universitarios, mantenerlo como reserva ecológica, etc.

### El Vesubio
El Vesubio fue un centro clandestino de detención utilizado por el Ejército que estaba ubicado en el Gran Buenos Aires, en el Partido de La Matanza, cerca del cruce del Camino de Cintura con la Autopista Riccheri que lleva al Aeropuerto Internacional Ministro Pistarini (Aeropuerto Internacional de Ezeiza), en un terreno del Servicio Penitenciario Federal. «Empresa El Vesubio» era el nombre clave que utilizaban para referirse al mismo las fuerzas represivas. Comenzó a funcionar en 1975 siendo utilizado por la Triple A, antes del golpe de Estado, con el nombre de «La Ponderosa» y dejó de funcionar en 1978. Entre desaparecidos y sobrevivientes al menos 400 personas estuvieron detenidas allí.
Muchos de ellos, fueron trasladados desde el «Sheraton», otro centro clandestino ubicado en el barrio de Villa Insuperable, y en el que funcionaba y funciona la dependencia policial local.
Estaba en la Zona Militar N.º 1, bajo jurisdicción del I Cuerpo de Ejército al mando del general de división Guillermo Suárez Mason, quien visitaba periódicamente el campo, y directamente a cargo de la Central de Reunión de Inteligencia (CRI) del Regimiento de Infantería 3 de La Tablada, bajo el mando del coronel Federico Minicucci. Allí también operaban los coroneles Juan Bautista Sasiaiñ y Franco Luque. El jefe de El Vesubio era el Mayor Pedro Alberto Durán Sáenz.
El Vesubio dejó de funcionar y sus edificios demolidos en 1978 debido a la visita de la Comisión Interamericana de Derechos Humanos.
En el año 2014, en el terreno que ocupó dicho Centro se inauguró la obra «30 000 MUNDOS» en homenaje a los detenidos desaparecidos.

### La Mansión Seré
La Mansión Seré, Quinta de Seré, o Atila fue un centro clandestino de detención (CCD) que funcionó en una casa antigua de dos plantas, ubicada en la Calle Blas Parera en el límite entre las localidades de Castelar e Ituzaingó, Partido de Morón, Provincia de Buenos Aires.
Entre 1977 y 1978, el lugar funcionó como centro clandestino de detención bajo la jurisdicción de la Fuerza Aérea con asistencia de la Policía Bonaerense de Castelar.

La película Crónica de una fuga (2006) del director Adrián Caetano, recrea la historia real de la fuga desde ese centro de Claudio Tamburrini, Daniel Rusomano, Guillermo Fernández y Carlos García.

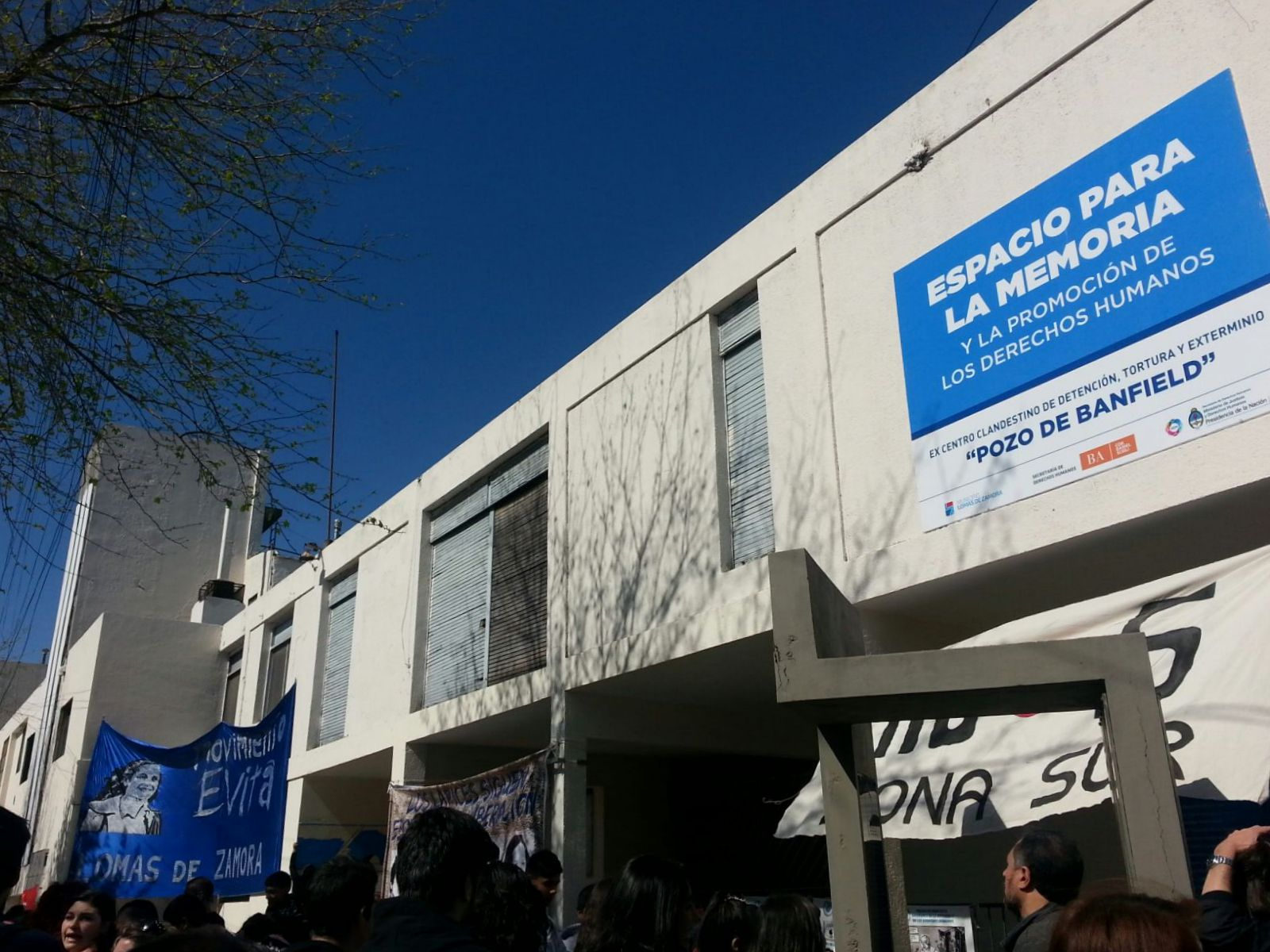
El Pozo de Banfield, durante un acto por el 39º aniversario de la Noche de los Lápices.

A partir del año 2000 funciona en el lugar la Casa de la Memoria y la Vida y la Dirección de Derechos Humanos de la Municipalidad de Morón.

### El Pozo de Banfield
El «Pozo de Banfield», originalmente concebido como una dependencia de la Brigada de Investigaciones de Banfield, se convirtió en un centro clandestino de detención que funcionó entre noviembre de 1974 y octubre de 1978. Tuvo la particularidad de empezar a actuar como tal durante el gobierno constitucional de Isabel Perón, previo al golpe de Estado de 1976.
En 2006, tras el pedido de organizaciones sociales, el espacio fue cedido al área de Derechos Humanos provincial para construir un Museo de la Memoria.

### El Pozo de Quilmes
El «Pozo de Quilmes» o «Chupadero Malvinas» fue otro centro clandestino de detención que funcionó entre agosto de 1975 y enero de 1979.  Allí permanecieron cautivas 251 personas, algunas secuestradas dentro del Plan Cóndor.

### «El Infierno» de Avellaneda
«El Infierno» fue denominado así por el propio jefe de la Policía bonaerense Ramón Camps, y funcionó en la Brigada de Investigaciones de Lanús, dependiente de Miguel Etchecolatz. Ese centro funcionó desde 1976 hasta 1978 y se estima que pasaron alrededor de 330 personas, entre ellos activistas gremiales. La mayoría continúan desaparecidos y otros fueron identificados en el sector 134 del cementerio municipal.
Allí funcionó la sede de la Unidad Regional II de la Brigada de Investigaciones de Lanús (URIIBIL) y los responsables locales fueron los comisarios Bruno Trevisán y Rómulo Ferranti, condenados a tres y cuatro años de prisión por los delitos de "vejaciones y severidades" contra los empresarios Iaccarino. Entre 1976 y 1979 cumplieron funciones en el lugar unos 200 policías pero por tratarse de una brigada de investigaciones, muchos de los efectivos vestían de civil aunque también había personal militar y entre ambas fuerzas formaban los grupos de tareas.
Al cumplirse el 40° aniversario del último golpe cívico militar en Argentina, "El Infierno" fue expropiado y transformado en un "Espacio Municipal de la memoria". un año antes había sido señalizado en un acto con organizaciones políticas y de DDHH local. En la actualidad funciona la Secretaría de Derechos Humanos de la Municipalidad de Avellaneda.
En este CCD fueron “vistas” las siguientes personas: Enrique Barry, Horacio Reimer, Héctor Pérez, José Rizzo, Horacio Lafleur, Luis Jaramillo, Carlos Alberto Fernández, Pablo Musso, Víctor Venura, Diana Wlichky, Mario Salerno y Ricardo Chidichimo. En la lista de desaparecidos aparecen: Carlos Daniel Saramaga, Esteban Santos, José Agustín Quinteros, Inés Pedemonte, Carlos Ochoa, Jorge Mendoza Calderón, Carlos Hodlt, Graciela Jurado, Gustavo Fernández Galán, Bonifacio Díaz, Victoria Borrelli, Alejo Avelino, Marta Alonso, Raúl Vassena y Daniel Scimia. Hay registrados, también, tres “NN”. Por otra parte, entre los sobrevivientes están: Oscar Solís,  Eduardo Castellanos, Gladys Rodríguez, Nilda Eloy, Corina Joly, Horacio Matoso, Haydee Lampugnani, Adolfo Paz y Gustavo Fernández.
En marzo de 2014 fue presentado el "Archivo Municipal de la Memoria Colectiva y Popular" de Avellaneda. Los primeros cuadernillos del "Libro de la Memoria", están dedicados a toda la actividad delictiva de este CCD.

## Provincia de Buenos Aires
En la provincia hubo doscientos treinta centros clandestinos de detención.

### Planta de Ford Motor Argentina
En el predio de la planta de Ford en General Pacheco, funcionó un CCD, en los que miembros del personal de la empresa participaron en las torturas e interrogatorios durante la última dictadura, en uno de los casos emblemáticos de la responsabilidad empresarial en crímenes del terrorismo de Estado.

### Unidad Penal N.º 9 de La Plata
La UP N.º 9 fue uno de los establecimientos penales que más presos políticos albergó durante la última dictadura cívico militar de Argentina y que además funcionó como Centro Clandestino de Detención (CCD), donde fueron asesinadas-desaparecidas 30 personas.

### Batallón de Infantería de Marina N.º3 (BIM3), La Plata
En el Batallón de Infantería de Marina N.º 3 funcionó un centro clandestino de detención y tortura durante la dictadura, coordinado por La Fuerza de Tareas 5 de la Armada de la República Argentina que reunía los recursos represivos en la zona de La Plata, Berisso y Ensenada. Se constató que el accionar de la FT 5 consistía «en la individualización, mediante tareas de inteligencia, de aquellos trabajadores que tenían algún tipo de participación en actividades gremiales o sindicales», para luego secuestrarlos.
En 2015 se condenó a prisión perpetua al comandante de la Fuerza de Tareas 5 Jorge Alberto Errecaborde, al del BIM 3 José Casimiro Fernández Carró y al jefe de Operaciones e Inteligencia del BIM 3 Roberto Eduardo Fernando Guitian.

### Tiro Federal de Campana
El centro clandestino de detención (CCD) Tiro Federal de Campana fue ocupado por las Fuerzas Armadas un día después del golpe militar de 1976 y comenzó a utilizarse como lugar de secuestro y tortura de personas perseguidas por su militancia política y social, en el marco del plan sistemático de terror y exterminio impuesto por la última dictadura cívico militar de Argentina.

### Monte Peloni
En una casona de Monte Peloni, en la Ruta 226, que une a Olavarría con Mar del Plata o Tandil, funcionó un CCD donde el Ejército torturó y mantuvo cautivos a numerosos jóvenes de la zona entre 1976 y 1978.

### Quinta de Méndez
Se trata de una quinta, ubicada en el paraje Los Laureles, en  las afueras de la ciudad de Tandil -provincia de Buenos Aires-, en las actuales calles Juan Manuel de Rosas y Scavini.
El predio era  propiedad de los Hermanos Julio y  Emilio Méndez. El lugar fue cedido temporalmente al Comando de la Subzona 12, a cargo del Gral Alfredo Oscar Saint Jean, de dicho comando dependía el Área 121, a cargo del teniente coronel Julio Tommasi.

### La Huerta
Formó parte de un circuito represivo en combinación con otros centros de detención clandestinos de la región pertenecientes a la denominada subzona XII. Estaba ubicado en la intersección de la ruta 226 y el camino a la Base Aérea Militar Tandil.

### ISER (Instituto Superior de Enseñanza Rural)
Es conocido como Palacio Sans Souci o Santamarina, actualmente funciona el Instituto Superior de Formación Técnica N.º 75. En el año 1976 fue cedido por el Ministerio de Educación provincial a la Policía de la Provincia de Buenos Aires, emplazándose allí la Dirección de Seguridad Zona Interior. Fue reconocido como el lugar donde estuvieron cautivos y fueron sometidos a torturas alrededor de ocho personas.

### El Silencio (Tigre)
Operó en una isla de Tigre que en sus orígenes estaba destinada a descanso de miembros del Arzobispado de Buenos Aires. En 1979 se instaló un CCD que tenía por objeto esconder a los prisioneros durante la visita de inspección que realizó la Comisión Interamericana de Derechos Humanos.

## Provincia de Córdoba

### La Perla

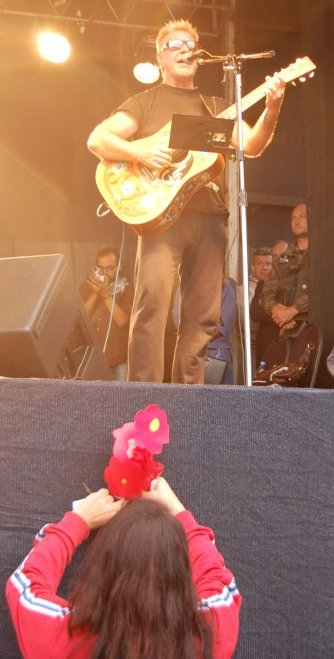
León Gieco canta en La Perla el 24 de marzo de 2007, día de su recuperación para construir un espacio de memoria.

«La Perla», también llamado «la Universidad», fue el principal centro clandestino de detención (CCD) utilizado fuera de la zona de Buenos Aires. Por allí pasaron unos 3000 detenidos.
Estaba ubicado a 12 km de la Ciudad de Córdoba, sobre la Ruta Nacional N.º 20 que lleva de la ciudad capital a Carlos Paz. Las instalaciones son visibles desde la ruta, sobre la mano derecha, yendo hacia Carlos Paz, frente a la fábrica Corcemar (31° 25' 52 S 64° 17' 50 W).
«La Perla» fue instalado en 1975, antes del golpe militar del 24 de marzo de 1976 y fue desmontado en 1979.
Estaba dentro de la Zona Militar 3 bajo, a cargo del III Cuerpo de Ejército bajo el mando del general Luciano Benjamín Ménéndez, quien inspeccionaba frecuentemente el CCD; el general Sasiaiñ fue su segundo al mando y el coronel César Emilio Anadón, estuvo al mando directo de la Perla.
En el libro Sobrevivientes de la Perla los autores relatan:

En La Perla los prisioneros eran fusilados en los campos aledaños al centro. Hasta allí eran trasladados en un camión bautizado “Menéndez Benz”. Geuna contó: “Antes de descender del vehículo, eran maniatados. Luego se los bajaba y se les obligaba a arrodillarse delante del pozo y se los fusilaba. En los fusilamientos participaban oficiales de todas las unidades del Tercer Cuerpo, desde los subtenientes hasta los generales”.
(Contepomi 1984)

Con posterioridad a 2000, en Córdoba se tomó la decisión de crear un Museo de la Memoria, en el edificio donde funcionó el Departamento de Inteligencia D-2, de la policía local, sobre el pasaje Santa Catalina, en uno de los costados del histórico Cabildo de la ciudad de Córdoba. El D-2 no era un CCD permanente, sino el lugar de llegada de los detenidos que estaban en tránsito hacia La Perla, Campo de La Ribera o la Penitenciaría del barrio San Martín UP1.

### La Ribera
La Prisión Militar de Encausados "Campo de la Ribera", se transformó en C.C.D. a partir de 1975. La investigación practicada ha permitido corroborar tal funcionamiento. "Nos enviaban a La Ribera por períodos de veinte días aproximadamente, siempre acompañados por oficiales de Gendarmería"... "Estuve allí seis veces y pude observar a unos treinta detenidos, hombres y mujeres, alojados en una cuadra. Todos los días venían miembros de Inteligencia del Batallón 141, Cuando lo hacían por la noche, generalmente traían 'paquetes', como se denominaba comúnmente a los detenidos. Cuando los llevaban a interrogar a veces nos ordenaban que los 'ablandásemos', lo cual consistía en someterlos a duros castigos en un terreno ubicado en las proximidades del río" (Testimonio del Gendarme Carlos Beltrán, Legajo N° 4213). "Existía una habitación para los interrogatorios. Alí pude ver cómo se torturó a los detenidos, sumergiéndolos en un tambor con agua. Entre los interrogadores recuerdo a 'H.B.', 'Gino', 'Vargas' y 'Fogo'. (Gendarme José María Domínguez - Legajo N° 4213) Justamente de la declaración testimonial del Tte. Cnel. Juan Carlos Lona, efectuada ante el Juzgado Federal N° 2 de Córdoba el 27 de junio de 1984, así como de otras constancias que lo corroboran, el retiro en el mes de diciembre de 1975 del personal ordinario que cumplía funciones en dicha prisión militar, significó su transformación en cárcel clandestina: "Me desempeñé entre 1971 y 1977 como Jefe de la Prisión Militar de Encausados de Córdoba. En diciembre de 1975, en cumplimiento de órdenes emanadas del Comando del III Cuerpo de Ejército, se trasladó a todo el personal a la Guarnición de La Calera. La responsabilidad directa sobre los civiles que pudieran estar alojados allí pasó al mencionado Comando". La denuncia efectuada por esta Comisión ante la Justicia sobre el caso de Amelia Gélida Inzaurralde -que fue retirada de la cárcel del Buen Pastor y trasladada a La Ribera, donde falleció a causa de las torturas- motivó el procesamiento del Gral. Juan Bautista Sasiaiñ. El Juez de la causa, Dr. Gustavo Becerra Ferrer, es elocuente en respaldo de lo expuesto, cuando dice textualmente en los considerandos de su resolución: "En consecuencia, atento al cargo que detentaba el declarante (lo cual permite tener sus dichos como una fundada y autorizada versión) resulta claro que el responsable inmediato de la Prisión Militar era el procesado Sasiaiñ, y en el orden jerárquico superior, el Comandante de Cuerpo, el general Luciano Benjamín Menéndez". (...) "Que de lo determinado más arriba puede observarse claramente que el lugar de detención 'Campo de la Ribera', no era una Prisión Militar', sino un establecimiento de Detención de Civiles que conservó sin embargo, esta última denominación, que no es discutible en cuanto tal, pero sí en orden a su finalidad en tal sentido; conforme al organigrama confeccionado por Sasiaiñ a fs. 93, la responsabilidad funcional máxima correspondía al titular del área 311".

### D-2, Departamento de Informaciones de la Policía de Córdoba
El D-2, Departamento de Informaciones de la Policía de Córdoba, fue creado como división especial para perseguir y reprimir opositores. Primero funcionó donde ahora está  la comisaría décima y entre 1978 y 1983, en la casona ubicada en Mariano Moreno y Caseros. En 2009 unas excavaciones permitieron sacar a luz el sótano, uno de los lugares de reclusión de los presos políticos.

## Provincia de Corrientes

### Campo Hípico de Goya
En Campo Hípico de Goya funcionó un CCD donde permanecieron secuestrados y fueron torturados hombres y mujeres perseguidos por su militancia política, social y sindical, y donde fueron asesinadas varias personas. El mismo pertenece a la Compañía de Telecomunicaciones 121 del Ejército. En ciertos casos los secuestrados eran derivados a otros CCD de la zona o a las cárceles de las ciudades de Corrientes y Resistencia. Entre los secuestrados hubo campesinos delegados de las Ligas Agrarias, docentes y activistas sociales vinculados a la diócesis local del Obispo Alberto Devoto.

## Provincia de Mendoza

### Palacio Policial de Mendoza
El Departamento de Informaciones (D-2) de la Jefatura de Policía de Mendoza fue el CCD más importante de la provincia por su rol central en la estructura represiva y el lugar donde estuvieron la mayor parte de los detenidos desaparecidos de Mendoza. El ex D2 inició su reconocimiento como sitio de la memoria en el informe de la CONADEP de 1984.

### IV Brigada Aérea
Funcionó en la Compañía de Comunicaciones ubicada en la IV Brigada Aérea de Mendoza.

## Provincia de Misiones
Registros nacionales y provinciales dan cuenta de la existencia de 36 ex centros clandestinos de detención en Misiones, que a 2017 solo habían sido señalizados tres –La Casita del Mártires, Delegación Posadas de la Policía Federal y Jefatura de Policía de la Provincia de Misiones, Departamento de Informaciones- ese mismo año se señalaron además la ex Cárcel de Posadas –demolida y donde hoy se encuentra el Centro Educativo Polimodal N.º 4 Ayacucho entre Catamarca y Entre Ríos – la Casita del Rowing –ubicada a la altura de Acceso Sur y Bouchardo, desaparecida luego del tratamiento costero y la Subprefectura en Santa Ana.

### La Casita de Mártires, Posadas
“La Casita de Mártires” en Posadas funcionó como CCD y tortura, donde se asesinó personas entre 1976 y 1983.  En ese sitio se emplazaba una vivienda de material, destinada desde el año 1956 como destacamento policial perteneciente a la Policía de la Provincia de Misiones.

## Provincia de Santiago del Estero

### Batallón de Ingenieros de Combate 141
En ese predio funcionó un CCD, donde permanecieron secuestrados, torturados y desaparecieron un número aún no precisado de ciudadanos víctimas del accionar represivo de la dictadura. En esa provincia, existieron una decena de CCD, seis de ellos dependientes de la Policía provincial, que antes y después de la dictadura comandó el represor condenado por delitos de lesa humanidad, Musa Azar Curi. También el Batallón 141, de activa participación en el Operativo Independencia y en toda la actividad represiva provincial donde unos 150 jóvenes fueron detenidos o desaparecidos. El primer interventor militar en la provincia fue Daniel Virgilio Correa Aldana que en 1976 era jefe de este Batallón, con el grado de coronel.

## Provincia de Santa Fe

### Servicio de Informaciones (SI) Policía de Santa Fe

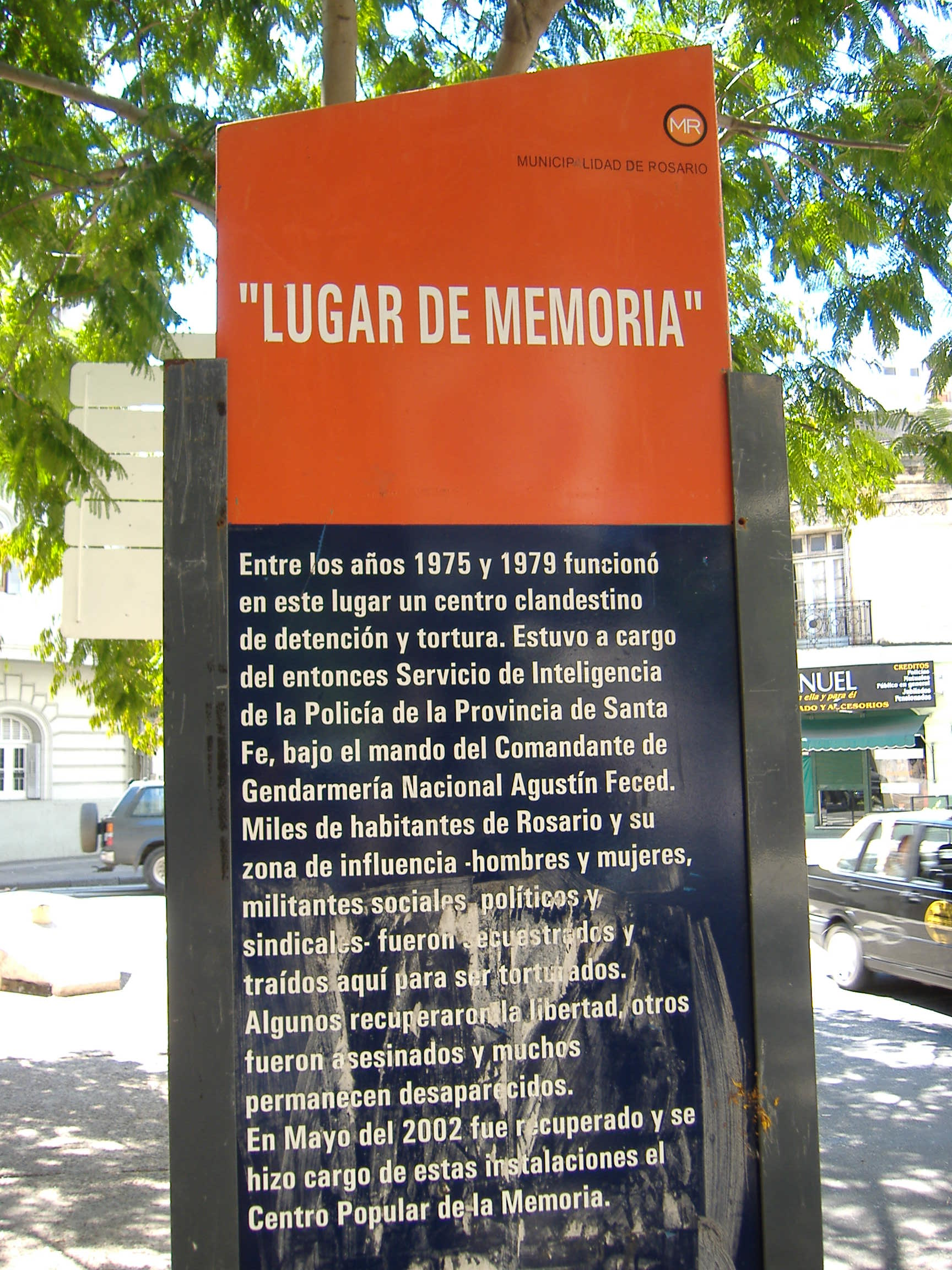
Cartel sobre calle Dorrego

Servicio de Informaciones (SI) Policía de Santa Fe, en la ciudad de Rosario, provincia de Santa Fe, es el nombre con el que se conoce al principal  centro clandestino de detención (CCD) y de exterminio de la región, por donde pasaron alrededor de 2000 personas durante los años 1976 y 1979, durante la última dictadura cívico militar de Argentina,   donde actualmente funciona el Centro Popular de la Memoria, a cargo de familiares de desaparecidos.

### Batallón de Arsenales de Fray Luis Beltrán
El predio del Batallón de Arsenales 603 (ex-Batallón 121), perteneciente al Ejército, fue utilizado como CCD y allí permanecieron secuestrados y fueron torturados mujeres y hombres perseguidos por su militancia política, social y sindical en el denominado Cordón Industrial. El ex-Batallón 121 integró un circuito represivo junto con centros clandestinos de detención del Gran Rosario como La Calamita, la Intermedia  y Quinta de Funes, entre otros sitios dependientes del Comando del II Cuerpo de Ejército, responsable de la represión ilegal en Santa Fe y el Noreste de la Argentina. En 2015 fue señalizado como Sitio de Memoria.

### Quinta de Funes
Ubicado en Funes es uno de los cinco centros que formaron parte del circuito represivo bajo el mando del Destacamento de Inteligencia 121 de Rosario, comandado durante la dictadura por el coronel Pascual Oscar Guerrieri.  Entre 1977 y 1978, en ese lugar permanecieron secuestrados y fueron torturados hombres y mujeres perseguidos por su militancia política y social. Fue expropiado en 2017 para convertirlo en un sitio de la memoria.

### Otros CCD
- Guardia Rural «Los Pumas» (Departamento de Vera).[56]
- Batallón de Comunicaciones 121 de Rosario (Rosario).[57]
- Escuela técnica N.º 288 «Osvaldo Magnasco» de Rosario (Rosario).[56]

## Provincia de San Luis
Los Centros Clandestinos de Detención y tortura más importantes que funcionaron en la Provincia de San Luis fueron:

### Ciudad de San Luis
- Central de Policía: en la esquina de San Martín entre Pringles y Belgrano ahora funciona el programa BAS XXI, del gobierno provincial.
- Granja La Amalia: ubicada en la calle Europa detrás de la estación de ferrocarril, los terrenos pertenecían al ejército.
- Delegación de la Policía Federal: ahora funciona OSDE, ubicado en Av. Illia, a 20 metros de Chacabuco.
- Investigaciones: calle Lavalle entre Rivadavia y Colón. Ahora se ubica la Caja Social de la Provincia.
- Rodeo del Alto: sobre la ruta 20, ahora funciona el Club de Suboficiales del ejército.
- La Escuelita: edificio ubicado en la Justo Daract casi Ejército de los Andes, actualmente se encuentra una gomería.
- Comisaría del menor: se encontraba en el barrio Rawson viejo y correspondía a la comisaría cuarta.
- El Sótano: centro de detención y tortura, ubicado en la calle Chile y Ejército de los Andes, detrás de la oficina de encomiendas de la Cooperativa Tac.
- Cárcel de Mujeres: edificio que es propiedad de la policía provincial, cito en la calle 25 de Mayo entre Rivadavia y San Martín, frente a la Plaza Independencia

### Interior
En las afueras de la Ciudad, también funcionaron como Centros Clandestinos el Campo del Ejército conocido como Granja La Amalia y Rodeo del Alto, un lugar ubicado en la Ruta 20 camino a Juana Koslay que depende del Círculo de Suboficiales del Ejército. Los asesinados y algunos torturados vivos, atados con una piedra, eran tirados desde los aviones del ejército a los diques: Cruz de Piedra, Potrero de los Funes y La Florida

## Provincia de Tucumán

### Escuelita de Famaillá
A la Escuelita de Famaillá le correspondió el triste privilegio de constituirse en el iniciador de la experiencia de los campos de concentración en el país. funcionó en la Escuela Diego de Rojas, en las afueras de la ciudad de Famaillá.
En febrero de 1975, con la puesta en marcha del «Operativo Independencia», se asienta en la localidad de Famaillá un centro clandestino de detención a cuyo cargo se encontraba primeramente el general Acdel Vilas, y del que luego se haría cargo el general Antonio Domingo Bussi. Desde ese momento hasta la fecha del golpe militar del año 1976 funcionó en una escuela que se encontraba en construcción en la ciudad de Famaillá.

### Arsenal Miguel de Azcuénaga
El predio de Arsenales Miguel de Azcuénaga funcionó como centro clandestino de secuestros y torturas durante el último golpe cívico militar, se calcula que más de 400 detenidos-desaparecidos pasaron por el lugar. Desde el año 2005 trabajan en el lugar profesionales en colaboración con los organismos de derechos humanos, allí funcionó el LIGIAAT (Laboratorio de Investigaciones del Grupo Interdisciplinario de Arqueología y Antropología de Tucumán) y el EAAF (Equipo Argentino de Antropología Forense) que se abocan a la excavación dentro el centro de detención y las fosas de inhumación clandestinas. Desde fines de 2016 denunciaron la paralización en los pagos de honorarios e insumos del equipo de investigación, en tanto el Laboratorio de Investigaciones de Arqueología y Antropología fue notificado sobre la suspensión temporal de las tareas periciales, en las fosas se encontraron 12 cuerpos, de los cuales 11 fueron identificados. Un año más tarde en 2017 por iniciativa de José Cano (Acuerdo para el Bicentenario-Cambiemos), la Nación cedió terrenos del ex Centro Clandestino Arsenales para la construcción de un campus de la Universidad Tecnológica Nacional (UTN). La Secretaría de Derechos Humanos de la Provincia entregó al juez federal Daniel Bejas, una presentación donde solicitaba su intervención para que considerara los alcances de la donación de tierras pertenecientes al arsenal Miguel de Azcuénaga y recordaron que existe una medida cautelar que los protege para el resguardo de pruebas, ya que aún hay fosas abiertas en las que se encontraron restos óseos de detenidos desaparecidos.

## Zona 5
Entre 1975 y 1983, el sur del país quedó bajo la autoridad de la zona militar 5, y sus correspondientes subzonas y áreas, en cada una de las cuales sus jefes militares tenían completa autonomía represiva, incluyendo el mando de los centros clandestinos de detención.
La Zona 5 abarcaba la actual provincia de Tierra del Fuego, las provincias de Santa Cruz, Chubut, Río Negro y Neuquén y el suroeste de la Provincia de Buenos Aires (Partidos de Adolfo Alsina, Guaminí, Coronél Suárez, Saavedra, Puán, Tornquist, Coronel Pringles, González Chávez, Coronel Dorrego, Tres Arroyos, Villarino, Bahía Blanca, Patagones). Tenía su base de mando en Bahía Blanca.
En las Zona 5 se instalaron CCDs en Bahía Blanca, Neuquén y Rawson. En el área de Bahía Blanca se instalaron varios CCDs, de los cuales los principales fueron «La Escuelita de Bahía Blanca» en el Comando del V Cuerpo de Ejército y «Baterías» en la Base Naval Puerto Belgrano. En Neuquén se instaló «La Escuelita de Neuquén», en el entonces Batallón 181 (actual Batallón 161) del Ejército. En Rawson se instaló un CCD en el Penal de Rawson.

### CCDs en el área de Bahía Blanca

#### La Escuelita de Bahía Blanca
«La Escuelita» fue un centro clandestino de detención ubicado en el noreste de la ciudad de Bahía Blanca, en el barrio de Villa Floresta, sobre el camino de la Carrindanga (Camino de Cintura), detrás del V Cuerpo de Ejército. Se trataba de una edificación precaria y ruinosa, de dos habitaciones, que había servido para guardar caballos militares, que fue demolida antes de la caída de la dictadura. Fue el principal centro de exterminio del sur bonaerense, por donde pasaron centenares de activistas que terminaron desaparecidos o ejecutados en falsos enfrentamientos.
En el año 2001, mientras comenzaba el primer juicio a represores en Bahía Blanca, arqueólogos de la Universidad Nacional del Sur convocados por la Justicia por una iniciativa de Memoria Abierta sacaron a la luz los cimientos del centro clandestino. La investigación permitió dar con un plano de 1944, comprobar que La Escuelita funcionó a 200 metros de las ruinas que inspeccionó la Conadep, e incluyó el hallazgo de más de 13 mil piezas que estaban bajo tierra e incluyen jeringas, envases de calmantes y materiales médicos que los militares habrían usado con los secuestrados.
Alicia Mabel Partnoy, una sobreviviente, escribió un libro sobre sus padecimientos en el centro titulado precisamente La Escuelita, publicado en Estados Unidos en inglés en 1986, y publicado en español en 2006.
El centro estaba bajo el mando del jefe de la subzona militar 51: Acdel Vilas (1976), Abel Teodoro Catuzzi (1977-1979) y Raúl José Ortiz (1979-1983). En 2006 la justicia detuvo a "El Laucha" Corres, interrogador del centro, mientras que en febrero de 2010 fueron detenidos nueve suboficiales retirados del Ejército también acusados de haber sido torturadores allí.

### La Escuelita de Neuquén
Estaba ubicada en el Cuartel del Batallón de Ingenieros de Construcción 181, a la salida de la ciudad Neuquén, por la ruta N.º 22. Cuatro kilómetros antes del aeropuerto, se abre a la izquierda un camino de tierra, de aproximadamente 300 metros.
Estaba conformado por dos edificios separados por 10 metros aproximadamente. Una casa vieja servía para el alojamiento de los detenidos, con literas superpuestas en cada habitación. Las paredes estaban blanqueadas, el piso era de cemento y el techo de chapas. Entre la pared y la chapa del techo quedaba un espacio por donde corría aire. Había un hueco en el techo para torreta de vigilancia. Los detenidos que pasaron por allí eran traslados a la cárcel, vueltos a llevar para ser torturados o bien a otros penales, e incluso hubo detenidos desaparecidos que pasaron por esta unidad. En 2015 fue señalizado como "Sitio de la Memoria del Terrorismo de Estado" a través de la Dirección Nacional de Sitios de Memoria.
Tenía un baño con lavatorio chico, letrina y ducha y la puerta de acceso era de color marrón con visor. El otro edificio, actualmente demolido, era un galpón de chapas, techo medio arco, puerta corrediza color rojo antióxido, piso de ladrillos. Había una comunicación peatonal con el Batallón. El acceso principal a través de una tranquera, controlada por el Puesto de Guardia 5.

### Escuela Militar de Montaña
En Bariloche funcionó como centro clandestino la Escuela Militar de Montaña junto a la Avenida Bustillo, entre marzo de 1976 y marzo de 1977. Además en la provincia de Río Negro funcionaron otros centro en Viedma y Cipolletti,rla Comisaría Segunda del Centro Cívico y el Escuadrón 34 de Gendarmería.

## Provincia de Entre Ríos

### Periodo de Dictadura
El período de dictadura en Argentina de 1976 a 1982, autodenominado Proceso de Reorganización Nacional, involucró a todas las provincias del país. Asimismo, las privaciones ilegales de la libertad y las consecuentes desapariciones que se produjeron en nuestro país y en la provincia no habrían podido llevarse a cabo sin contar con centros clandestinos de detención, es decir, con una infraestructura edilicia que permitiera mantener en clandestinidad a las víctimas.
En Entre Ríos hasta la actualidad se contabilizan 303 entrerrianos desaparecidos por las fuerzas armadas en las distintas localidades de la provincia y en el resto del país. En relación con los entrerrianos desaparecidos en la provincia se llevan adelante 10 causas tramitadas en el Juzgado Federal de Paraná, 6 causas en el Juzgado Federal de Concepción del Uruguay, y una denuncia realizada ante la Fiscalía Federal de Concepción del Uruguay que se encuentra a la espera de la apertura de la causa.

#### Centros Clandestinos - Dependencias oficiales
- Centro ubicado en dependencias del Regimiento II de Comunicaciones de Paraná.
- Centro de torturas ubicado detrás de la Base Aérea de Paraná.
- Centro Clandestino de detención en el predio de Lebensohn y Don Uva, según denuncias realizadas ante la Secretaría de Derechos Humanos de la Nación durante el año 2004, se cree que también funcionó “La Escuelita” en calle Montiel y camino a la Cantera de broza municipal.
- Centro ubicado en cercanías del Aero-Club Gualeguaychú.
- Dependencias de la Unidad militar de Gualeguaychú.
- Centro ubicado en dependencias del Regimiento de Caballería Blindada de Concordia.

#### Centros Clandestinos - Dependencias de Unidades Penitenciarias de Entre Ríos
- Unidad Penal N.º 1, en la casa del director y la Unidad Familiar.
- Unidad Penal N.º 6.
- Unidad Penitenciaria N.º 2 de Gualeguaychú.

#### Centros Clandestinos - Dependencias Policiales en Entre Ríos
- Comisaría “El Brete”.
- Delegación Paraná de la Policía Federal.
- Dirección de Investigaciones de la Policía Provincial.
- Policía de la provincia de Entre Ríos
- Jefatura de Policía de Concepción del Uruguay.